# Halicmetus
A Halicmetus a csontos halak (Osteichthyes) főosztályának sugarasúszójú halak (Actinopterygii) osztályába, ezen belül a horgászhalalakúak (Lophiiformes) rendjébe és az Ogcocephalidae családjába tartozó nem.

## Tudnivalók
Az összes Halicmetus-faj a Csendes-óceánban fordul elő, azonban a Halicmetus rubernak az Indiai-óceánban is vannak állományai. Eme halak hossza fajtól függően 8,7-9 centiméter közötti.

## Rendszerezés
A nembe az alábbi 3 faj tartozik:
- Halicmetus niger Ho, Endo & Sakamaki, 2008
- Halicmetus reticulatus Smith & Radcliffe, 1912
- Halicmetus ruber Alcock, 1891 - típusfaj